# Aquitania
Aquitania (occitană: Aquitània; bască: Akitania) a fost o regiune în sud-vestul Franței de-a lungul Oceanului Atlantic și a Munților Pirinei la granița cu Spania. La 1 ianuarie 2016 a fuzionat cu regiunile Limousin și Poitou-Charentes, formând împreună regiunea Noua Achitanie. 

## Istoria
În vremea Imperiului Roman, provincia Gallia Aquitania (de la aqua în latină) ocupa regiunea din Galia dintre Munții Pirinei și râul Garonne și ulterior a fost extinsă până la râul Loara. Spre deosebire de nordul Galiei, Aquitania a fost o regiune puternic romanizată. La începutul Evului Mediu a fost ocupată de vizigoți care au organizat un regat, iar apoi a fost un ducat care din 1154 a fost guvernat de Regele Angliei, dar a revenit Franței la sfârșitul Războiului de o Sută de Ani.

## Geografia
În partea de nord este o câmpie nisipoasă acoperită de cea mai mare pădure din Franța - la forêt des Landes, din care mare parte a fost plantată artificial pentru a preveni eroziunea solului. În sud, la granița cu Spania, se află Munții Pirinei, cel mai înalt vârf din regiune fiind Pic de Palas cu 2974 m. 
Orașele principale sunt Bordeaux, Pau, Bayonne, Mont-de-Marsan, Biarritz, Périgueux și Agen.

## Cultura
Limbile vorbite în Aquitania pe lângă franceză sunt occitana și bască. Bascii locuiesc în partea vestică a departamentului Pyrénées-Atlantiques în trei provincii din cele șapte ale Țării bascilor Basse-Navarre (Baxe Nafarroa), Soule (Zuberoa) și Labourd (Lapurdi).
Regiunea este cel mai mare producător de vinuri din Franța, cu mai mult de un sfert din producția totală, vinurile de Bordeaux fiind recunoscute în întreaga lume. Termenul oenologic pentru regiunea viticolă din departamentul Gironde este Bordelais, este situată de-a lungul râului Garonne și este împărțită în cinci subregiuni: Médoc, Graves, Blaye et Bourg, Libournais și Entre-Deux-Mers.
1. ↑  Q124947228[*] Verificați valoarea |titlelink= (ajutor)